# Фаня Марінофф
Фаня Марінофф (англ. Fania Marinoff; 20 березня 1890, Одеса, Російська імперія, нині Україна — 17 листопада 1971, Інґлвуд, Нью-Джерсі, США) — американська акторка театру та кіно українського походження.

## Біографія
Фаня Марінофф народилася 1890 року в єврейській родині, наймолодшою дитиною з 13 дітей Моріса Марінова і Леї Туркеніч. 6-річною втратила матір, переїхала зі старшим братом до США в Бостон. З 12 років грала в пересувному театрі.
У 1914 році одружилася з Карлом ван Вехтеном, з яким прожила в дружному шлюбі 50 років. Збереглося їх листування. Дружила з американською письменницею і поетесою Гертрудою Стайн.

## Творчість
Фаня Марінофф грала в німому кіно в 1914—1917 роках, з успіхом виступала на Бродвеї, в тому числі — у п'єсах класичного репертуару (Шекспір, Ібсен, Шоу). Грала в драмі Франка Федекінда Пробудження весни (вистава після першого ж показу була заборонена поліцією).
У 1937 році акторка залишила сцену.